# Barren Grounds
Les Barren Grounds (Terres Estèrils) són una gran zona de tundra situades a Nunavut continental i que continuen pels Northwest Territories del Canadà septentrional. Les Barren Grounds estan pràcticament deshabitades, amb l'excepció d'unes poblacions costaneres a Nunavut i Baker Lake. La llunyania i la vida silvestre de la zona aporten un nombre reduït de turistes, principalment per a la pesca, el piragüisme i el càmping en estat salvatge.

## Geografia
Les Barren Grounds són a la tundra, i els llacs hi abunden. La terra de la zona és principalment plana, malgrat haver-hi alguns turons en certes zones.